# Староостропільська сільська рада
Староостро́пільська сільська́ ра́да — адміністративно-територіальна одиниця та орган місцевого самоврядування у Хмельницькому районі Хмельницької області. Адміністративний центр — село Старий Остропіль.

## Загальні відомості
Староостропільська сільська рада утворена в 1928 році. В рамках децентралізації, після Місцевих виборів 2020 року утворилась Староостропільська сільська об'єднана територіальна громада.
- Територія ради: 261,3 км²
- Населення ради: 5223 особи (станом на 2021 рік)
- Територією ради протікають річки Білка, Жилка, Гусак, Поповка, Осира, Случ,

## Населені пункти
Сільській раді підпорядковані Коржівський, Вишнопільський, Сербинівський, Ладигівський, Чорнянський старостати, до складу яких входять такі населені пункти:
с. Старий Остропіль (адміністративний центр)
с. Райки
Коржівський старостат:
с. Коржівка
с. Махаринці
Вишнопільський старостат:
с. Вишнопіль
с. Малий Вишнопіль
с. Северини
с. Мартинівка
Чорнянський старостат:
с. Чорна
с. Шевченка
с. Лісове
Сербинівський старостат:
с. Йосипівка
с. Калинівка
с. Сербинівка
с. Левківка
Ладигівський старостат:
с. Ладиги
с. Губин

## Склад ради
Рада складається з 22 депутатів (один склав мандат) та голови.
- Голова ради: Соломін Юрій Васильович
- Секретар ради: Хом'юк Любов Федорівна

### Депутати
За результатами Місцевих виборів 2020 депутатами ради стали:

#### За суб'єктами висування
| Суб'єкт висування        | Кількість обраних депутатів | %    |
| ------------------------ | --------------------------- | ---- |
| Самовисування            | 7                           | 31,8 |
| ПП "ВО Батьківщина"      | 6                           | 27,3 |
| ПП "За конкретні справи" | 4                           | 18,1 |
| ПП "За майбутнє"         | 3                           | 13,6 |
| ПП "ОПЗЖ"]               | 1                           | 4,6  |
| ПП "Наш край"]           | 1                           | 4,6  |